# جمال الدين الأصفهاني
جمال الدين محمد الأصفهاني كان شاعرًا وخطاطًا فارسيًا من أصفهان، نشط في النصف الثاني من القرن الثاني عشر.
وتعترف الدراسات الحديثة بأن غزلياته كانت ذات جودة عالية، فضلًا عن كونها سابقة لغزليات سعدي الشيرازي (توفي عام 1291/92).
الآراء حول جمال الدين متباينة. اعتبره سعيد النفيسي أعظم شاعر إيراني في القرن الثاني عشر ووصفه بأنه أبلغ شاعر إيران بعد عنصري حسن. ويعتبره وحيد دستجردي الشاعر الوحيد الذي كان بإمكانه تحدي السنائي (توفي عام 1131/41). ومع ذلك، فإن آراء باديوزمان فوروزنفر ويان ريبكا أقل إيجابية.
من المحتمل أن يكون لجمال الدين أربعة أبناء، اثنان منهم معروفان: كمال الدين محمود، الذي تُوفي قبله، وكمال الدين الأصفهاني (توفي عام 1237) الذي تفوق عليه في الشعر.